# 루스 구니야스
루스 구니야스(일본어: 留守邦寧, 1830년 ~ 1874년)는 미즈사와 다테 가문의 13대 당주이다. 혹은 12대라고도 한다. 어릴적 이름은 쇼이치로(将一郎)이다.
11대 당주 다테 무네히라의 둘째 아들로 태어났다. 형 다테 구니나가로부터 가독을 양위받았다.
1859년, 미즈사와에 큰 화재가 일어나자, 이재민들에게 비상 식량을 나누어주었고, 영내의 삼림에서 벌목을 하여 주민들의 집을 짓는 데 사용하였다. 또 가신들에게 검약할 것을 장려하고 영지의 부흥을 꾀했으며, 보신 전쟁 때는 시라카와구치(白河口) 전투에 센다이번주의 대타로 출진하였다. 메이지 유신 이후에는 일가를 이끌고 홋카이도 삿포로의 히라기시 촌(平岸村)으로 가 입식(入植)하였다.
아들 루스 모토하루(留守基治)와 루스 가게토미(留守景福)가 루스(미즈사와 다테) 가문의 가독을 이어갔다.